# Dark House (film 2009)
Dark House è un film del 2009 diretto da Darin Scott ed interpretato da Jeffrey Combs, Meghan Ory, Diane Salinger, Matt Cohen, Shelly Cole, Danso Gordon, Ryan Melander, Bevin Prince, Meghan Maureen McDonough e Scott Whyte.
Il film è stato distribuito nei cinema per una settimana a partire dal venerdì 30 luglio a New York City, Dallas e San Francisco ed è stato distribuito in DVD il 28 settembre 2010.

## Trama
Un giorno, Janet Darrode, proprietaria della casa adottiva Old Darrode House, uccide tutti i bambini che vi sono ospitati e poi si toglie la vita. Una ragazza entra nella casa e scopre la cruenta scena del crimine.
Quattordici anni dopo, Claire Thompson, attrice e studentessa locale, si vede con la sua terapeuta perché ancora segnata da una drammatica esperienza che ha vissuto nella Old Darrode House ma che però non riesce a ricordare. La donna le suggerisce di rivisitare la vecchia casa, ma Claire non riesce ad andare oltre il cancello d'ingresso.
Il magnate dell'orrore Walston Rey si reca nella sua classe di recitazione, rivela di aver trasformato la casa in un sito di attrazione dell'orrore e vuole assumere Claire e le sue compagne per lavorare come ospiti della sua attrazione. Claire vede l'occasione come un'opportunità per entrare in casa in totale sicurezza perché circondata dai suoi compagni di studi. Nella casa, Walston e il suo staff mostrano con orgoglio il loro sistema tridimensionale olografico che crea figure horror interattive molto realistiche ma completamente innocue. Improvvisamente il fantasma della signora Darrode entra nel sistema trasformando gli ologrammi in creature reali che vengono attivate dalla paura. Le creature iniziano così ad uccidere tutti dentro mentre i sopravvissuti cercano di chiudere il sistema e cercare di scappare.
Claire, nel frattempo, ricorda alcune cose del suo passato. Ricorda di essere stata allevata della signora Darrode, che era una violenta fanatica religiosa, fino al giorno in cui la piccola guidò una rivolta contro la donna. La signora Darrode impazzita dalla rabbia si vendicò uccidendo tutti i bambini etichettandoli come dei peccatori e degli eretici. Unica superstite fu proprio Claire che riuscì a nascondersi in un armadio. Poi, colpita dal rimorso per quello che aveva fatto, la signora Darrode si uccise.
Dopo aver ricordato, Claire smette di aver paura ed affronta la signora Darrode, che scompare nel nulla. Quando arriva la polizia, Claire viene arrestata perché ritenuta responsabile degli omicidi e rinchiusa in un manicomio.
Nelle scene finali del film, la ragazza che anni prima ha scoperto la scena del crimine si reca nella casa con lo scopo di superare il suo trauma. Lei e il suo ragazzo si ritrovano prigionieri della case e vengono uccisi. Il film si conclude con Claire che legata con una camicia di forza in una cella imbottita urla "È ancora là fuori!"

## Produzione
La sceneggiatura del film venne scritta da Darin Scott in soli tredici giorni su un soggetto di Kerry Douglas Dye e dello stesso Scott.
Il film venne girato in soli diciotto giorni.

## Accoglienza
La ricezione critica è stata mista. Fearnet  sentiva che mentre il film "non sempre funziona come un insieme coeso" ha "avuto più di qualche buon momento / idea, e (per fortuna) una manciata di colpi di scena che aiutano a mantenere le cose interessanti." Il Dallas News ha approfondito il film nel suo complesso, che consideravano "spaventoso quanto l'episodio dei Simpsons "La paura fa novanta." Shock Till You Drop ha commentato che Dark House era un "film confuso" e che mentre aveva alcuni aspetti positivi, alla fine "non ci sono paura qui e lotta davvero per trovare un'identità troppo a lungo."

## Riconoscimenti[9]
- 2009 - Shriekfest
  - Miglior film horror
- 2011 - Young Artist Awards
  - Nomination Miglior performance in un film - Giovane attore non protagonista a Quinton Lopez
  - Nomination Miglior performance in un film - Giovane attrice non protagonista a Courtney Robinson

## Citazioni cinematografiche
- La frase "Vieni con me se vuoi vivere!" è la stessa del film Terminator (1984).
- Nel film gli zombies sono chiamati "mangia cervelli" come nel film Il ritorno dei morti viventi (1985).
- La frase "You just got Punk'd" richiama il programma televisivo Punk'd (2003).